# Acridoidea
Super-famille
Les Acridoidea sont une super-famille d'insectes orthoptères.

## Distribution
Les espèces de cette super-famille se rencontrent sur tous les continents.

## Liste des familles
Selon Orthoptera Species File (16 juillet 2018) :
- famille Acrididae MacLeay, 1821
- famille Dericorythidae Jacobson & Bianchi, 1905
- famille Lathiceridae Dirsh, 1954
- famille Lentulidae Dirsh, 1956
- famille Lithidiidae Dirsh, 1961
- famille Ommexechidae Bolívar, 1884
- famille Pamphagidae Burmeister, 1840
- famille Pamphagodidae Bolívar, 1884
- famille Pyrgacrididae Kevan, 1974
- famille Romaleidae Pictet & Saussure, 1887
- famille Tristiridae Rehn, 1906

## Publication originale
- MacLeay, 1821 : Horae entomologicae: or essays on the annulose animals. Bagster, vol. 1, part. 2, p. 161-524.